# Angelina-Zwergohreule
Die Angelina-Zwergohreule (Otus angelinae), auch kurz Angelinaeule genannt, ist eine Eulenart aus der Gattung der Zwergohreulen. Sie kommt nur auf der Insel Java vor.

## Beschreibung
Die Angelina-Zwergohreule wird 16 bis 18 Zentimeter lang und 75 bis 91 Gramm schwer. Dunkelbraune Exemplare sind häufiger als hellere. Die Oberseite ist dunkel rotbraun mit verstreuten hellen Kritzeln, Punkten und Flecken. Die weißen, schwarz umrandeten Außenfahnen der Schulterfedern bilden ein deutliches Schulterband. Auf den dunkelbraunen Flügeln befinden sich etwa fünf mattgelbe Querbinden, während der dunkel rotbraune Schwanz nur undeutlich gebändert und gefleckt ist. Die Unterseite ist hell rötlich braun oder weißlich bis mattgelb mit feinen, dunkel rotbraunen Kritzeln und schwarzem Grätenmuster an Brustseiten und Flanken. Im einfarbig rötlich braunen Gesicht fallen die weißen Augenbrauen auf, die sich entlang der Stirn bis zu den langen Federohren ziehen. Die Augen sind gold- oder orangegelb, der Schnabel ist dunkel strohgelb oder hell gräulich gelb. Die Beine sind bis zum Ansatz der Zehen oder deutlich über das Gelenk hinaus befiedert.

## Lebensweise
Sie lebt in feuchten Primärwäldern mit üppigem Unterwuchs in Höhenlagen zwischen 900 und 2.500 Metern, vor allem aber zwischen 1.500 und 1.600 Metern Höhe. Ihre bevorzugte Beute bilden größere Insekten wie Käfer, Heuschrecken und Gottesanbeterinnen, die auf einem Zweig oder auf dem Boden ergriffen werden. Die wenig ruffreudige Art gibt bei Erregung ein explosives Heulen von sich, das im Abstand von mehreren Sekunden wiederholt wird.

## Verbreitung
Sie bewohnt die Berggegenden im Westen und im Osten Javas, wobei die beiden isolierten Populationen Unterarten darstellen könnten, denn bisher gibt es keine Beobachtungen aus der Mitte der Insel. Von BirdLife International wird die Art als gefährdet eingestuft.

## Etymologie und Forschungsgeschichte
Die Erstbeschreibung des Angelina-Zwergohreule erfolgte 1912 durch Otto Finsch unter dem wissenschaftlichen Namen Pisorhina angelinae. Das Typusexemplare stammte aus der Sammlung von Max Eduard Gottlieb Bartels (1871–1934) und wurde am 25. März 1911 am Vulkan Pangrango  gesammelt. Erst später wurde sie der bereits 1769 von Thomas Pennant für die Indien-Zwergohreule (Otus bakkamoena) eingeführten Gattung Otus zugeschlagen. Der Gattungsname leitet sich vom griechischen „ōtos ωτος“ für „Ohreneule“ ab. Der Artname »angelinae« ist der Frau des Besitzer des Typusexemplars Angeline Henriette Caroline Bartels geb. Maurenbrecher (1877–1920) gewidmet.